# Baai van Kola
De Baai van Kola (Russisch: Кольский залив (Kolskij Zaliv)) is een fjord van Rusland, 57 km lang. De fjord maakt deel uit van de Barentszzee en snijdt diep in het schiereiland Kola. De rivieren de Tuloma en de Kola monden uit in de fjord. Aan de oostzijde van de fjord bevinden zich de havens van Moermansk en Severomorsk, aan de westzijde de marinebasis Polyarny. Het tij gaat tot 4 meter hoog. In de winter is de zuidkant bevroren. 

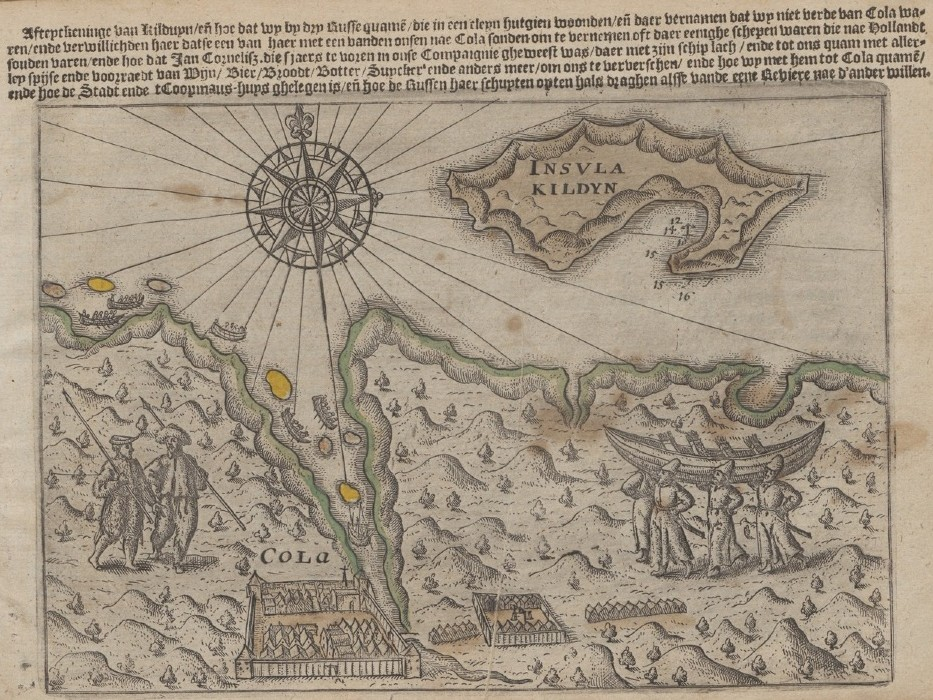
Kaart uit 1598 van de Baai van Kola uit Gerrit de Veers dagboek van de reizen van Willem Barentsz.
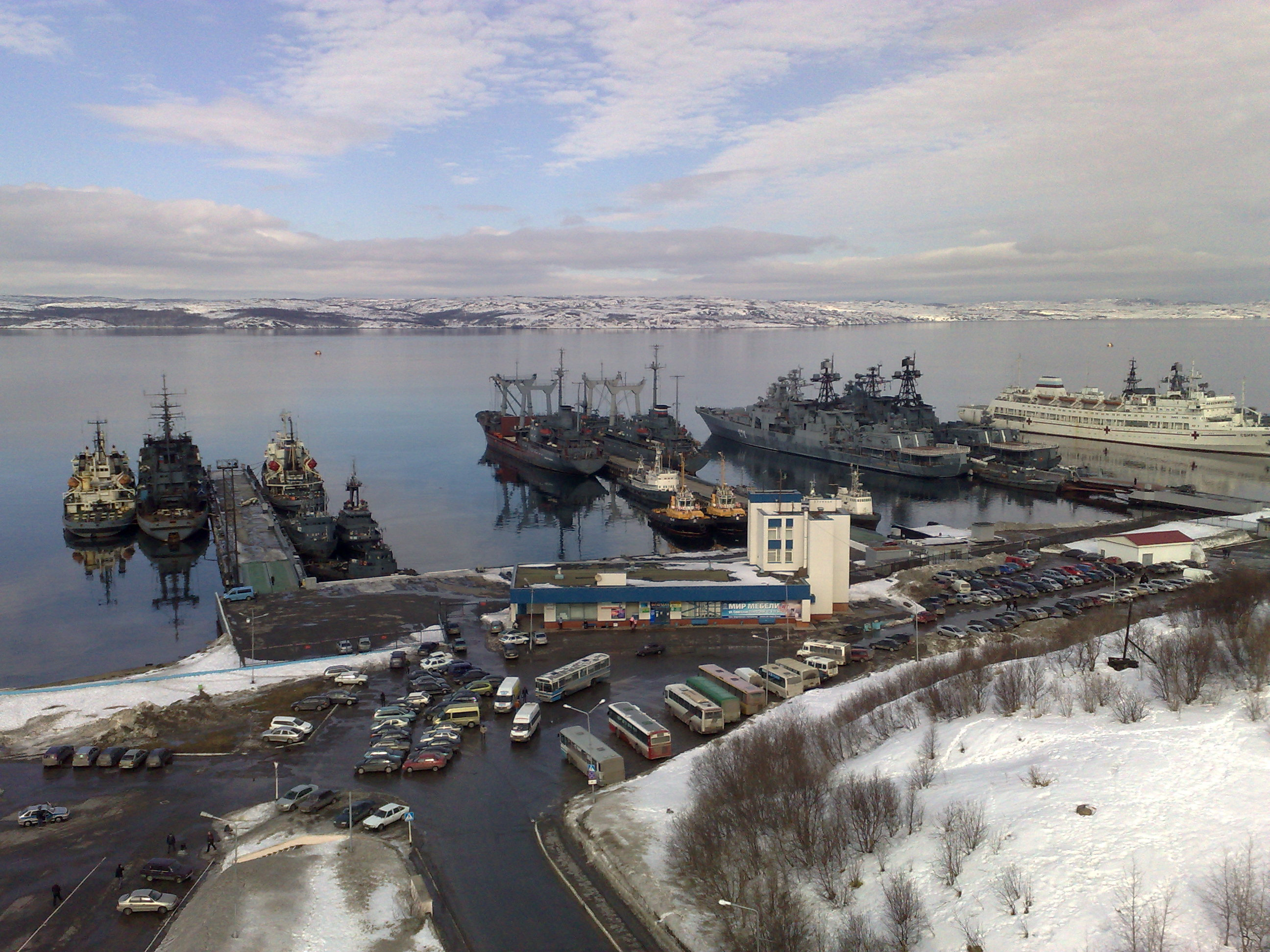
Haven van Severomorsk
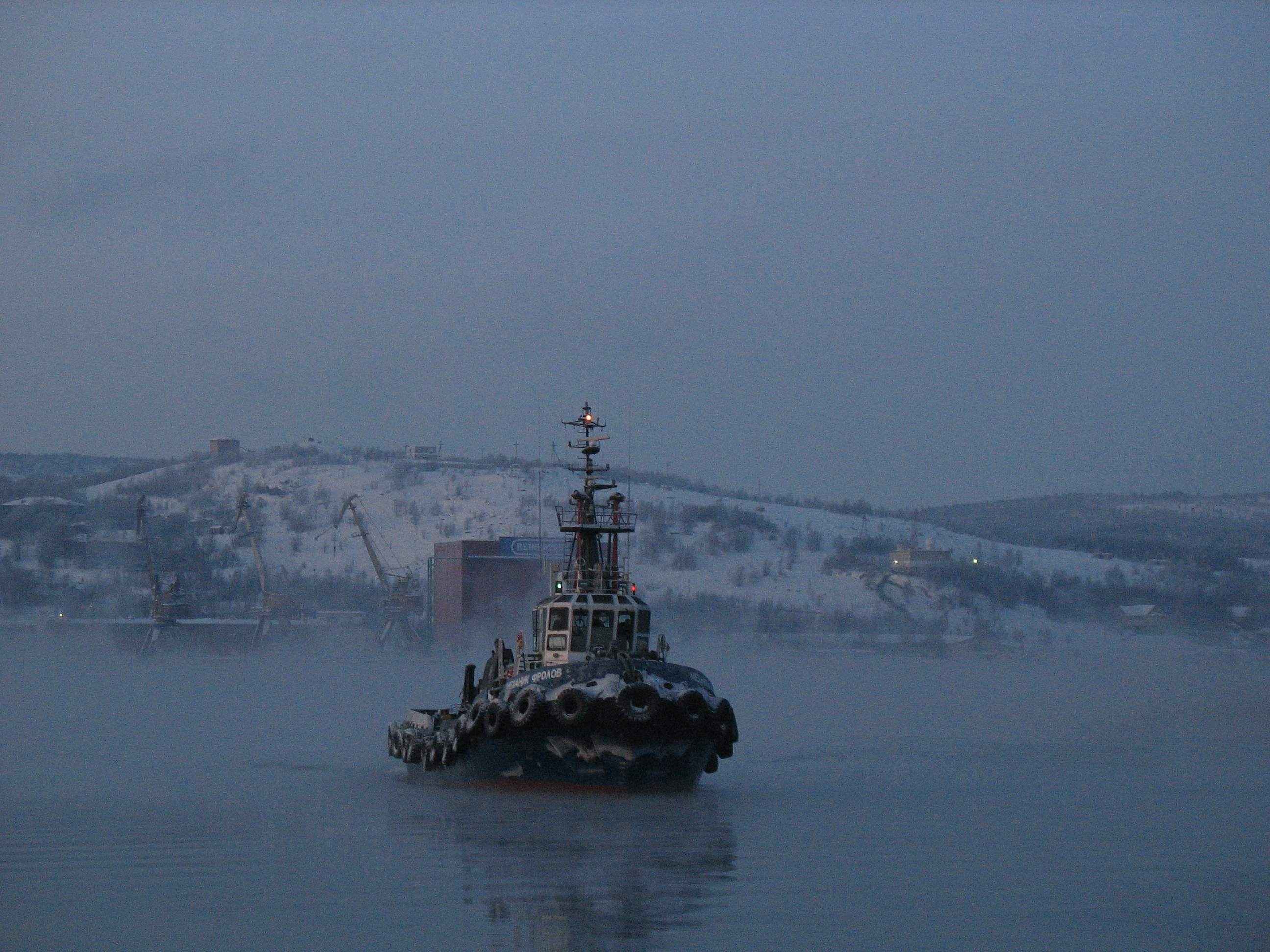
Boot in de Baai van Kola